# Institut des sciences humaines et sociales
 (décembre 2021).
L'Institut des sciences humaines et sociales (InSHS) est un institut de recherche fondamentale du Centre national de la recherche scientifique (CNRS) sur les sciences humaines et sociales.
L'institut est composé de 25 000 personnes décomposé approximativement comme suit : 
- Chercheurs CNRS : 1 600 personnes
- Enseignants-chercheurs et chercheurs autres organismes : 7 800 personnes
- Ingénieurs et techniciens : 2 400 personnes
- Doctorants et post-doctorants : 13 000 personnes[1].

Cet effectif est réparti au sein de 304 structures de recherche (majoritairement des unités de recherche).

## Direction
- 2009-2010 : Bruno Laurioux
- 2010-2018 : Patrice Bourdelais[2]
- 2018-2021 : François-Joseph Ruggiu
- depuis 2021 : Marie Gaille[3]

## Financement et budget
Le budget de l'institut s'élève à 19 millions d'euros en 2016 dont 12 millions de frais de fonctionnement.

## Comité scientifique
Le comité scientifique de cet institut (CSI) est chargé de conseiller et d'assister, par le biais de recommandations et d'avis, le directeur de l'institut, en matière de projets et d'activités à développer, supprimer, renouveler etc. Le comité peut, pour la constitution de ses missions, être aidé par des groupes de travail. Le comité scientifique donne son avis sur la création ou suppression d'unités au sein de l'institut. Le comité établit un rapport de prospective.